# Hardwar
Hardwar è un simulatore di volo futuristico sviluppato dalla The Software Refinery e pubblicato dalla Gremlin Interactive e dalla Interplay.